# Селищев, Василий Петрович
Василий Петрович Селищев (1915—1945) — старший лейтенант Рабоче-крестьянской Красной Армии, участник Великой Отечественной войны, Герой Советского Союза (1945).

## Биография
Селищев Василий Петрович родился 14 марта 1915 года в селе Сухая Вязовка,  Красноармейского района в семье крестьянина. Окончил школу и стал работать заведующим клубом в родном селе. В 1937 году его призвали в Красную Армию. Прослужил до 1940 года и практически уже через несколько месяцев - война.
В первые же месяцы войны Василия вновь призывают в армию и направляют на фронт. На Ленинградском фронте Самоотверженно сражался с врагом. В марте 1942 года был ранен и после излечения направлен на курсы младших политруков, по окончании которых он снова на фронте, снова бьет ненавистного врага. В армии нужны были командные кадры, и опытного фронтовика Василия Селищева направляют на учебу в Сызранское танковое училище. В 1944 году он заканчивает училище. И снова на фронт, где проявляет высокое мужество, самоотверженность и военную смекалку. Командует взводом самоходных орудий, а к январю 1945 года он уже командир батареи 1222-го самоходного артиллерийского полка 10-го гвардейского танкового корпуса 4-й танковой армии. Старший лейтенант Селищев В.П., в числе первых в полку, со своей батареей 19 января 1945 года форсировал реку Одер в районе города Штейнау и, захватив плацдарм, обеспечил другим подразделениям переправу на левый берег реки. Находясь впереди батареи, старший лейтенант Селищев личным примером воодушевлял бойцов на выполнение поставленной задачи. Удерживая захваченный рубеж, отбил 8 контратак противника, уничтожив при этом 2 самоходных орудия, 4 бронетранспортера и две минометные батареи, а также до 200 гитлеровцев, взял в плен 56 солдат и офицеров противника. Старший лейтенант Василий Петрович Селищев не дожил до Дня Победы. Его жизнь оборвалась в одном из завершающих боев Великой Отечественной войны.
Родина высоко оценила подвиг своего славного воина. Указом Президиума Верховного Совета СССР от 10 апреля 1945 года ему было присвоено звание Героя Советского Союза. За боевые подвиги Селищев В.П. награжден орденом Ленина и медалями.  